# ロストディメンション
『ロストディメンション』は、2014年8月7日にフリューから発売されたPlayStation 3、PlayStation Vita用ゲーム。
PS3版はフリューの同ハード参入第1弾タイトルにして、同社初の据置型ゲーム機向けタイトルとなる。

## 概要
世界にテロ行為を行い、核ミサイルを突きつけた謎の男"ジ・エンド"と特殊能力者の組織S.E.A.L.E.D.との戦いを描いたコンピュータゲーム。
バトルは3Ｄキャラクターを使用したのSRPGで、敵を倒していき、その後のアドベンチャーモードで基本的に1階層6つあるクエスト（メイン3つ・サブ3つ）をこなしつつ、やり直したり周回するごとに変化する裏切り者を割り出し、ジャッジで排除していく。
クエストごとに経験値が溜まり、装備や特殊能力のスキルが強化することが出来る。
自らが潜む謎の建造物「ピラー」に突入してきたS.E.A.L.E.D.のメンバー11人に対し、自分を殺したければピラーを登ってくる必要があること、そして彼らの中に裏切り者がいる事を告げる。

## システム

### ジャッジ
概要
ジ・エンドの宣戦布告にもあるように、メンバーには裏切り者が潜んでいる。次の階層に進む際、プレイヤーはパーティーメンバーたちの中から一人をイレイズ(消去)しなければならなくなる。
イレイズされるメンバーは全メンバーの投票で決まるため、投票によってイレイズされた者が実際には裏切り者ではなかったということもありうる。そのため、正確な裏切り者の割り出しと排除が必要となる。続投させたいキャラが裏切り者だった場合など、あえて無実のキャラを切り捨てるのも手（後々デメリットが発生するが）。
なお、詳細は不明だが裏切り者であってもクエストを阻んだりはしてこない。
ヴィジョン
裏切り者を割り出す最初の段階として、クエスト終了時に発生するのがヴィジョンである。1周目は第2階層からできるようになる。
戦闘参加メンバー5人の未来の声と思しき声が表示されるが、その中に不審な声（赤文字）を出しているものが混じっている場合がある。この「不審者」は各階層開始時点で3人選出され、裏切り者はその中の誰かとなる。メンバーを入れ替えつつ複数のクエストをクリアし、その増減から不審者3人を絞り込んでいくことになる。各戦闘の不審者数履歴はその戦闘の参加メンバーとともに10回分までキープされる。
また、この履歴画面で青・黄・赤の3色を表示されている各キャラに設定できる。色をつけると、解除するまで全ての履歴内の同一キャラにその色が振られるので、非不審者確定・不審者候補・不審者確定に割り振っていくことになる。なお、この色付けはジャッジに一切影響を及ぼさないサポート機能である。
不審な声とともに参戦キャラの立ち絵や音声が出るが、これらの順番に全く意味はない。
ディープヴィジョン
任意のキャラに対して深くアクセスし、そのキャラが裏切り者か否かを確定する。実行には、一部のメインクエスト初クリア時に入手できる「ヴィジョンポイント」を消費する必要がある。
実行すると真っ白な空間に飛ばされ、声が表示されるのでその方向に行くというミニゲームが発生する。中止できるが、失敗などは特にない。実行後、違った場合は「SAFE」、裏切り者は「SUSPECT」と表示される。
拠点内で、履歴画面に表示されているキャラに対してのみ実行できる。
投票操作
たとえ裏切り者を割り出せたとしても、それを知っているのはショウのみである。そのため、狙ったキャラに投票が集中するようにする必要がある。
他のキャラが誰に投票するかは各キャラへの信頼度と、クエストクリア時にランダムで2人聞いてくる「このキャラが怪しくないか？」「誰が怪しいのか」という問いに対する回答で増減する。
総合してプレイヤー以外が誰に何票投票されるかは、ヴィジョンメニュー内の投票予測画面で確認可能。
投票権は戦闘貢献度上位3位が2票、それ以外は1票となる。投票は自分に対して行えないので、裏切り者の戦闘貢献度を上げないことも重要。
投票
メインクエスト3つをクリアするとジャッジルームに入ることができるようになり、ここで投票が行われる。ジャッジルームに入った時点でオートセーブされるため、この時点でやり直しは完全に不可能となる。
結果は開始時点の投票予測とショウの投票によって確定し、最多獲得者がイレイズされることになる。なお、投票画面ではヴィジョンメニューを確認可能。
イレイズされたキャラは「フェイタルマテリア」というアイテムを残し、完全に退場する。

### 戦闘
概要
戦闘は、固定メンバー（基本的にショウのみ）と合わせて6人で行われる。人数は6人で固定。
内容はSRPGであり、フィールド上を各キャラのMOV値で決められた範囲を移動し、射程範囲内に敵がいれば攻撃などを行える。殲滅や特定のボス敵を倒すなどクエストごとの条件を満たせばクリアとなる。クリア時、経過ターン数によって評価が下される（戦闘貢献度の総和などは無関係）。
初期位置はクエストによってまちまちであり、密集していたり分断されていたりする。キャラクタークエスト（後述）以外は誰をどこに配置するかは自由。
全ての行動は移動後に使用可能。
攻撃
攻撃には攻撃ごとに決まった射程と、単体攻撃と範囲攻撃がある。また、攻撃属性には物理属性と超能力属性がある。射線が障害物で遮られていたりすると使用できない場合がある。
単体攻撃は名前の通り単体にしか行えず対象を倒せなかった場合は反撃を受けてしまう（敵の通常攻撃範囲内だった場合）。ただし、他のキャラがその対象に対して通常攻撃を行える位置にいた場合、通常攻撃による追撃「アシスト」が発生するので総合的にダメージが高くなりやすい。アシストは回数制限やデメリットはないが、信頼度が低いキャラに対しては行われない。一部のギフト（後述）は反撃が発生しない。
範囲攻撃は反撃もアシストも発生しないので、安全であるがダメージは必然的に低めとなる。また範囲内の味方も巻き込んでしまうものが多いという欠点がある。効果範囲は任意のターゲットを中心した円形に効果を及ぼす「範囲」、任意の位置を中心とする「位置」、自分を中心とする「周囲」、向きによって移動する長方形型の範囲を対象とする「直線」、扇型の範囲を対象とする「扇」がある。
これらの仕様は敵味方共通。複数の敵に囲まれればまたたく間にやられかねないため、位置取りが重要となる。また、背後を取るとバックアタックとなりダメージが増加する。
GIFT（ギフト）
各キャラはスキルツリーを進めることで様々な超能力「ギフト」を習得していく。ギフトは攻撃・回復・サポート・常駐といった種類があり、いずれに属するかはアイコンで判別可能。
使用時はそれに合わせた短いムービーが表示される。このムービーはギフトレベルアップによって多少変化する他、シンクロやフェイタルマテリアなどで他キャラのギフトを使用した場合もそれに合わせて変化する。
ギフトの習得には主に3つ目のメインクエスト・キャラクタークエスト・レベルが奇数になった時に取得できるギフトポイントが必要となる（クエストは参加者・初クリア時のみ）。習得したギフトはさらにポイントを費やすことでギフトごとに決められた上限までレベルアップさせることができる。また、隣り合うギフトが一定レベルにならないと習得できない。
常駐型を除き、使用にはGPとともにSAN値（後述）を消費する必要がある為、多用はできない。また、消費GPはギフトレベルアップによって上昇するため、一概にレベルを上げればいいというわけではない。
ギフトは各キャラ3系統に分かれており、同一系統のギフトをすべて取得すると系統名と同じ名称を持つ「基幹ギフト」とでも呼ぶべきギフトが取得できる。また、前述のフェイタルマテリアはその時点で取得済みの系統のみ入手できる（1つでも習得していれば入手はできる）。
通常使用できるのは本人の能力のみだが、フェイタルマテリアを装備することでそのキャラがその時点で習得していたギフトを使用できる（系統ごとに別途）。装備できるのは1人2つまで。また、フェイタルマテリアのスキルツリーを進行させることはできない。
リファー
SAN値を10％消費し、範囲内の行動済みのキャラに行動権を移譲するコマンド。ただし、リファーを受けたキャラが他キャラにリファーを行うことはできない。
安易に動くと危険なキャラをアシストに徹しさせたり強キャラに攻撃を任せたり1人を先行させたりなど、様々な用途がある。
SAN値
SANITY（正気度）。ギフトやリファーの使用及び攻撃の被弾で低下する。一部装備を除き、上限は100％で固定。
SAN値が0になると一定ターンの間暴走し、周囲にいる者たちを無差別に攻撃する仕組みとなっている。パーティーンメンバーは暴走すると赤く光るようになる。敵にも設定されており、この場合は1ターン行動不能＋防御力激減の「放心」状態となる。
回復には、待機を選択・回復アイテムや回復スキルの使用で行える。SAN値回復アイテムはほかに比べて高価である。
連携技（仮称）
スキルツリーに項目が存在しているが、他キャラのギフト系統を必要とする強力なギフト。常駐型以外は一般的に通常のギフトより強力だが消費が多く、レベルアップもできない。
使用するには、指定されている系統のフェイタルマテリアを装備するか、その系統まで取得しているキャラのリファーを受ける必要がある。リファーの場合、そのターンでしか使えない。逆に、フェイタルマテリア内の連携技は一切使用不可。
演出も通常ギフトに比べて凝っている。
主人公であるショウの系統を必要とする技はない。

### その他
セーブ
本作は、セーブに関していくつか制限が存在している。最たるものがセーブできるのは開始時に選んだひとつだけということ。例外はクリアデータの保存時のみ。
重要なイベント前後やクエストクリア後などでオートセーブされるため、ジャッジの結果をやり直すなどは不可能となっている。また、戦闘中は一切セーブ不可（中断もない）。
キャラクタークエスト
信頼度が最大付近まで上昇したキャラが特定階層まで到達すると、キャラクタークエストが発生する。
キャラクタークエストは対象となるキャラも固定出撃となり、そのキャラとショウの配置は固定となる。クリアするととある資料を入手でき、その後の会話イベントをこなすと関係性がCOMPLETEとなりステータス画面にマークが付く。
一度クリアするとその周回では再プレイ不可能となるため、Sランク狙いの時は気を付ける必要がある。クリア前に対象キャラがジャッジで消えてしまうとプレイ不可。

## 登場人物
各キャラのギフト名は、説明書ではなくステータス画面で確認できるもの（表記方法を共通化するため）。各キャラは白いフレームと青白い光を放つ装置を体のどこかにつけている。
ショウ・カスガイ
声 - 山本裕典 / 少年時代 - 佐野翔子
本作の主人公。未来を予知する「予知（プレコグニション）」のギフトを持つ。ヴィジョンとも言われる。その能力でジ・エンドによる破壊行為から人々を救ったことがきっかけで、S.E.A.L.E.D.入りした。懐が広く冷静・実直な性格で、裏切り者の存在に動揺するメンバーに指示を下すうち、次第にリーダーという扱いになっていく。装置の位置は右肩から胸部にかけて。
その能力の本質は、予知するのではなく任意の可能性を選び取る「因果律の支配」。
武器は射程が長いハンドガン。受け身な能力なため攻撃スキルは多くはないが、多数の常駐・サポートスキルによる高クリティカル攻撃や反撃潰しが可能。前述通り射程も長いため、アシストでも活躍できる汎用キャラ。最上位スキルは甚大な消費を必要とするが「エネミーフェイズのスキップ」という効果を持つ。
実は因果律への干渉さえも本来の力の一端でしかなく、真の力は「ありえない可能性の創造」。トゥルーエンドにおいて、平行する可能性を超えて10人の仲間全員と絆を育んだことで、おそらく12個すべてのマテリアの力を取り込み、今まさに隕石が衝突しそうにある「旧世界（後述）」へと転移。迫る破滅を未然に防ぐことに成功する。
- 予知（プレコグニション）：自分周辺の事象を予知する。基幹ギフトは敵の自分への攻撃（範囲攻撃込み）を自分の通常攻撃に書き換える（永続）。
- 千里眼（クレヤボヤンス）：遠くの対象の事象を予知する。基幹ギフトは通常攻撃の射程を延長する（永続）。
- 因果律（アカシックレコード）：任意の未来を実現させる。基幹ギフトは参戦キャラ全員のクリティカル率を上げる（永続）。

ヨウコ・タチバナ
声 - 未来穂香
本作のヒロイン。歌手志望の女子高生。人に己の意思を伝達しあるいは読み取る「精神感応（ハック）」のギフトを持つ。自身の能力に否定的でありよほどのことでない限り使おうとしない。優しく明るい性格であるが、ロマンチスト傾向で終始裏切り者はいないと訴えている。装置の位置は右前腕。
その能力の本質は、感応どころか人の心を塗りつぶしてしまうほど強力な「精神の支配」。
武器はショウ・マルコと同じハンドガン。超能力系ステータスが高めの、いわゆる魔法使いキャラ。バッドステータス絡みも多いが、ストレートにダメージを与えられるギフトは連携技を除けば1つしかない。ただし、射程が長くギフトレベルアップでアシストを強化すれば通常攻撃も有用。
彼女が能力を忌避するのは、アイドルになるという夢があるのだが、歌の腕や外見に対する劣等感から「超能力を使えば楽」と思ってしまうため。しかし、ショウに「言葉でしか伝えられないものがある」と諭されたことで自分の心を言葉で伝えることを目指すようになる。
彼女はその能力を解析するために「超能力を使わなければ他人とコンタクトを取れない環境に何日も監禁される」という悲惨な実験をさせられているが、彼女の超能力への依存心と関連しているかは不明。
- 精神感応（ハック）：他者の表層意識に干渉する。基幹ギフトは参戦キャラのステータスを強化する。
- 記憶改変（リライト）：ダメージ・状態異常を伴うような記憶改竄をする。基幹ギフトは敵に対して全パラメータ減少効果を付与する。
- 精神崩壊（ブレイク）：強力な精神干渉で状態異常を引き起こす。基幹ギフトは3ターン全ての敵の攻撃力・命中率を減少させる。

ヒメノ・アカツキ
声 - 大久保瑠美
炎を操る「燃焼具現（パイロキネシス）」のギフトを持つ。能力に反してクールでシニカルな性格の女子高生。リアリストで表向き能力に対して肯定的など、様々な意味でヨウコとは逆のキャラ。「ジ・エンドを焼ければ、世界なんてどうでもいい」と語る。装置の位置は左太腿。
その能力の本質は、低温や爆発なども発生させる「熱量の変化」。
武器は射程の短いナイフ。ヨウコと同じく超能力攻撃主体のアタッカー。同じ武器を使うアギトはおろかヨウコと比べても物理攻撃力が低く、射程の短さも相まって物理攻撃では本当に褒めるところがない。反面、超能力による攻撃はトップクラス。基幹ギフトは全て消費を抑えるものとなっている。また、その分かりやすい特性のためか連携技の条件になっていることが多い。
意識を集中させると発火能力が発動してしまうため、クールを装っているが本来は情熱的。世界に対する冷淡さは自分を受け入れてくれる世界に対する深い愛情の、超能力の肯定は満足に好きなものに意識を向けられない忌避の裏返しである。語り合いを経て心を許したショウに対してお互い全てを捧げることを望んだりする。
- 燃焼具現（パイロキネシス）：高熱を纏う。基幹ギフトは燃焼具現系ギフトの消費を抑える（永続）。
- 凍結具現（ディープフリーズ）：低温・氷を発生させる。基幹ギフトは凍結具現系ギフトの消費を抑える（永続）。
- 爆発具現（エクスプロージョン）：強力な熱・爆発を発生させる。基幹ギフトは爆発具現系ギフトの消費を抑える（永続）。

トウヤ・オルベルト
声 - 木村良平
政財界に強力な影響力を持つ裏社会の大物を祖父に持つ青年。磁力を操る「磁界（マグネフィールド）」のギフトを持つ。幼いころから祖父に帝王学を叩き込まれており、自分が一般市民とは別次元にあるという強い自負と責任感、そしてそれにふさわしい実力を持ち、メンバーを「誰も信じてないし疑ってもいない」「等しくどうでもいい」と評するなど不遜な性格。一方で、自他の立場の差を強調することはあるが冗談を言ってみたり割と馴染んでいたりと決して冷酷や傲慢というわけではない。装置の位置は右腕の上腕と前腕。
その能力の本質は、超電磁や落雷も制御する「電磁気現象の支配」。
武器は威力・射程ともにハンドガンに劣るが範囲攻撃も可能なサブマシンガン。長射程攻撃や範囲攻撃、麻痺やスタン付与など、攻撃の幅が広いのが特徴。反面、傑出している能力は少ない。電磁気という特性上、機械タイプの敵に影響を与えるスキルをいくつか持つ。
平時においては並び立つものが存在がいないため、孤独と虚無感を抱えている。そのため、権力にも地位にも左右されないピラー内の平等に対して充足感を得ている。ショウを現在の環境においては自分を越える逸材と認め、初の友となる。
- 磁界（マグネフィールド）：自分周辺に磁界を発生させる。基幹ギフトは基幹ギフトは参戦キャラ全員の銃撃の威力を上げる（永続）。
- 雷電（サンダーボルト） ：自分周辺に対して充放電を行う。基幹ギフトは雷電系ギフトの消費を抑える（永続）。
- 超電磁（ボルトマグネティック）：強力な磁力場を発生させる。基幹ギフトはメカタイプの敵の全パラメータを下げる（永続）。

マナ・カワイ
声 - 米澤円
可愛い物好きの不思議系少女。身体能力を強化する「肉体強化（アクセラレート）」のギフトを持つ。ファッション感覚で自己流にアレンジした京都弁を話す（京都に行ったことはない）。初期では皮肉交じりの言葉を言うため腹黒扱いされたりもした。自身の能力を「かわいくない」としてあまり好んではいない。装置はポーチのようにかけている。
その能力の本質は、第3系統が「超人類」とまで評される次元にまで至る「人間の規格の超越」。
武器はナックル。射程は短いものの強力な攻撃力を有する。また、攻撃力のみならずHPや防御力を強化するギフトもあり、耐久力も高い。能力の性質上、自己強化もしくは攻撃スキルしか持たない。
能力の存在のため自分の生に対しても否定的だったが、ショウに自分を可愛いと思ってやるべきだと諭されたことで「自分を可愛いと思っていい」ことを受け入れる。自分を好きであり続けるために強く生きたいと望むようになる。
- 肉体強化（アクセラレート）：筋力を強化しての攻撃を行う。基幹ギフトは参戦キャラ全員の近接攻撃の威力を上げる（永続）。
- 細胞活性（エンチャント）：生体活動を強化する。基幹ギフトは自分のHPとGPの最大値を上げる（永続）。
- 超人類（ハイパーヒューマン）：様々な自己強化・サポート能力を発動する。基幹ギフトは自身を超強化する代わりに次ターンに暴走状態となる。

ナギ・シシオウカ
声 - 豊口めぐみ
軍人であり、数少ない戦闘経験を持つ少女。空中浮遊を可能とする「身体浮遊（ゼロ・ジー）」を持つ。モデル並みの体系を持つ。軍人的な、やや常識から外れた面を見せる。装置の位置は右肩。
その能力の本質は、マイクロブラックホールを生成することさえ可能な「重力場の形成」。
武器はトウヤと同じサブマシンガン。浮遊能力と高い移動力によりフィールドの様々な位置に到達できる。回避力も高め。攻撃力は低めであるが、反撃されない単体攻撃ギフトを早々に習得できるため、切り込み役に向いている。
軍人として生きていたため、命令を達成することにのみ己の価値を見出していた。結果、欲求と言えるものはほとんど持たず、今回の件もある種正義に酔っている状態であった。それが異常だと気づかされ、改めて自らが大切だと思う存在のために真に世界を守る事を誓う。
- 身体浮遊（ゼロ・ジー）：対象の重力を0にする。基幹ギフトは参戦キャラ全員の移動力を上げる（永続）。
- 重力制御（ジー・コントロール）：重力方向を任意の方向に向ける。基幹ギフトは参戦キャラ全員の攻撃に移動距離比例のダメージ補正を加える（永続）。
- 重力炸裂（グラビティバースト）：自分の周囲の重力を増大させる。基幹ギフトは3ターン、敵全ての移動力・命中率・回避率を下げる。

ソウジロウ・サガラ
声 - 三木眞一郎
17歳にして医師免許を持つ天才医師。「治癒（リカバー）」のギフトを持つ。医療を神聖視していて、やや危ない言動をすることがある。装置の位置は両腕。
その能力の本質は、劇薬の生成や自身の体質改変を行う「生体機能の操作」。
武器はナイフだが、投げナイフなので射程が長い。回復系ギフトの他、バッドステータス付与が豊富。反面、ダメージを伴う攻撃系ギフトが連携技を含めてわずか3つだけというサポートキャラ。とあるギフトを習得すると、極めて凶悪なアシストキャラにもなる。
医療を「既に完成されている」と評しており、医療の技によって助からない人間を許容できず殺人を犯してしまっている（数は不明）。また、それに対して後悔などはない。異常者だと自覚している自分を、「何としてでも止めに行く」と語り決して拒絶も頭からの否定もしなかったショウを「唯一の理解者」とする。
一方、彼に関する実験報告書では、連続実験による疲弊で治癒能力が弱体化していくと余裕がなくなってムキになっていっており、その実「自分が助けられないこと」が受け入れられない模様。
- 治癒（リカバー）：治癒・自己回復付与を行う。基幹ギフトは参戦キャラ全員のHP・GPを全回復させる。
- 劇薬（サイドエフェクト）：状態異常特性の補助を行う。基幹ギフトは通常攻撃に全ての状態異常付与判定を発生させる（永続）。
- 変異（ミューテーション）：自己強化や毒の放出を行う。基幹ギフトは残HPに反比例してダメージを軽減させる（永続）。

ゼンジ・マエダ
声 - 前野智昭
他者の能力をコピーする「共振する心（レゾナンス）」のギフトを持つ。他人がいて初めて成り立つギフトに反し、他者に対して攻撃的な性格の青年。しかし、話しかけてくるショウを突っぱねたりしないなど本気で拒絶しているわけではない模様。装置の位置は左腕の上腕と前腕。
その能力の本質は、都合の悪い点を敵に押し付け味方はさらに引き出す「他者の影響の濾過」。
武器は中程度のスペックを持つショットガン。射程・能力すべてが半端なラインにあり、ギフトもほぼ他人ありきであるためまず初期ギフト「シンクロ」を使用してコピーする必要がある。スキルツリーを進めれば、コピー相手の所持ギフトを使用できるようになる為、誰の役割もこなせる。
何者の能力を複製できるために、努力というものに価値を抱けないでいる。他者に対して攻撃的なのは、コピー能力さえあれば「ゼンジ・マエダという個人」は必要もないことから、自分という存在を忘れられないようにするためでもある。
なお、実験結果によると時間をかけて彼の能力に接触すると、相手の自我を侵食してしまうという危険な特性がある模様。
- 共振する心（レゾナンス）：他キャラとシンクロする。基幹ギフトは発動ターンだけ、参戦キャラ全てとシンクロする。
- 殺意の同調（キラー） ：自分が受ける被害を相手にも押し付ける。基幹ギフトは自分が受けるダメージの一部や特殊効果を相手にも与える（永続）。
- 王の支配（ドミニオン）：他者との連携攻撃を強化する。基幹ギフトは任意の敵味方のSAN値を半分吸収する。

マルコ・バルバート
声 - 斉藤壮馬
懐疑的・悲観的な性格を持つ少年。「念動力（ムーヴ）」のギフトを持つ。事故で家族を失うも大富豪の家に引き取られたため、大人たちの戦いを目にしており、他者に信頼を置くことができなくなった。装置の位置は左腰。
その能力の本質は、感情に強く依存した「ひたすらに強力な念動力」。
武器はハンドガン。ヨウコらと同じく超能力タイプであるが、ギフトの補正によって物理攻撃の威力や防御力は十分に強力なラインに到達する万能キャラ。HPや回避は高くないため、クリティカルを出されると危険。サポート系は多くない（あっても自分用）。カンストGP全てと99％のSAN値を必要とするという、ギフトを有する晩成型。
世界の危機に逃げることも許されない状態のため、半ば自棄とも惰性とも取れる心境で参加している。拒絶してもめげずに、何の得もないのに接してくるショウに対して次第に心を開いていく。
- 念動力（ムーブ）：拒絶的な思念で念動力を発動する。基幹ギフトは参戦キャラの超能力タイプの攻撃の威力を強化する（永続）。
- 念障壁（バリア）：受動的な思念で念動力を発動する。基幹ギフトは3ターン、最大HPの2割だけダメージを軽減する。
- 念傀儡（マリオネット）：破壊的な思念で念動力を発動する 。基幹ギフトは3ターン、全ての敵の攻撃対象を自分にする。

アギト・ユウキ
声 - 柿原徹也
陽気な少年。隔絶された場所さえも行き来する「瞬間移動（ジャンプ）」のギフトを持つ。人を茶化したりするなど軽薄なところがあるが、友情に篤い性格。曰く「一目会ったらそいつはダチ」。ジ・エンドの所業に怒りを見せるも、その気質上、彼とも仲良くなれればとさえ思っている。一方で、敵対者には冷ややかな対応を見せることが多々ある。装置は左肩からかける形。
その能力の本質は、他者の位置さえも掌握する「存在位置の操作」。
武器はナイフで、射程は短いが通常攻撃の中では強力な部類。移動力こそナギには及ばないものの、閉じた隔壁（一部除く）さえも通過可能であるため、踏破能力が高い。さらに自分の周囲にエリア中の味方を集めるギフトを持つため、短ターンクリアには欠かせない（取得が困難だが）。デフォルトの攻撃力の高さやギフトの射程の長さからアタッカーとしても有用だが、耐久力は高くはない。
心の距離感を理解できず、一目合えば友達で相手が何者でも関係ないという気質のため、友情の順位をつけられないという壊れた感覚を有する。結果、その中で一歩踏み出た「親友」を作れずにいた。「ジ・エンドとも友達になりたい」という考えを頭から否定せず、正面から向き合おうとするショウに対して少なくとも一歩進んだ友情を誓う。
なお、彼の能力に関する実験は「密閉状態に閉じ込めた結果、どこからともなく様々なものを持ってきた」というあまりに分かりやすい結果のために早々に終了したらしく、他のキャラと違って報告書が1つしかない。
- 瞬間移動（ジャンプ）：自分やアイテムを近くに瞬間移動させる。基幹ギフトは瞬間移動系ギフトの消耗を抑える（永続）。
- 転換認証（アタックサイン）：近距離の物質を部分的に転送する。基幹ギフトはGP消費が増加する代わりにSAN値の消費が0になる。
- 瞬間移動（トリップポート）：自分周辺と遠くの場所とを入れ替える。基幹ギフトは範囲内にいる対象を同範囲内の別位置に移動させる。

ジョージ・ジャックマン
声 - 三宅健太
正義を深く信望するアメリカ人。物体に宿った記憶などを読み取る「物体思念解読（リーディング）」のギフトを持つ。名前の由来はヒュー・ジャックマン。みんなが同一の正義のもとで動いていると思い込んでおり、ショウも辟易するレベルでテンション高い人。悪い人ではない。自称「ハイパーサイコメトラー・ジョージ」。装置の位置は首。
その能力の本質は、読み取り活用するだけにとどまらない「持ち主の体現」。
武器は威力が高く射程もナイフよりは長いサムライソード（日本刀）。戦闘では刀に宿った記憶を読み取って戦っており、装備を変更しても柄の部分は共有の模様。攻撃は全て刀で行われるため、射程はすべて同じ。全員との連携技がある珍しいキャラ。常駐型も含めて高い攻撃力を持つが、命中率低めなのが難点。多くの技が初期ギフト「心眼斬り」の使用回数によって強化されるという特性を持つ（強化内容はギフトによる）。
前述の通り、全員が同じ正義によって動いていると思いこんでいたが、ショウに諭されて複数の正義があることを受け入れたことで凝り固まっていた価値観から解放された。1周目ではイベントで強制的に最初の裏切り者となる。
- 物体思念解読（リーディング）：刀や他の物体などの特性を読み取る。基幹ギフトは「心眼斬り」の解析能力を倍にする（永続）。
- 刀剣思念同調（ソードマスター）：刀の所持者の技能を読み取る。基幹ギフトは刀による攻撃の威力を強化する（永続）。
- 英雄思念体現（エンシェントヒーロー）：ギフトの能力を強化するギフト一つしかない。基幹ギフトは5ターン消耗増大と引き換えにギフトの威力を強化する。

ジ・エンド
声 - 櫻井孝宏 / 少年時代 - 福島央俐音
世界各地で破壊活動を行った挙句宣戦布告を出し、核ミサイルのスイッチを押し13日で世界の破滅を宣言した謎の男。宣戦布告後は突如出現したピラー最上階でS.E.A.L.E.D.のメンバー達を待ち受けた。ショウに対して明らかに憎悪の目線を向けている。
その正体はショウたちと同様に「次元干渉」のギフトを持つ能力者。後述する旧世界において、他の10人と違ってどうあっても確実に「旧世界に残留させられる者」となる運命を背負っている。
ショウを憎悪するのは、自分とは逆に確実に新世界で生きることができることへの嫉妬である。ただし、時空を超えて現れた幼少時の彼を見る限り、当時はそうなる運命を自覚しても憎んではいなかったようである。
ノーマル・グッドエンドでは死亡してしまうが、トゥルーエンドでは救われた旧世界に立っている様子が描かれている。

## 用語
フェイタルマテリア
キャラたちがイレイズされることで残される立方体を大量に重ねたような形状の物体。各キャラの持つ装置にはなぜかこれをセットするスロットが存在する。
実はショウたちに超能力を付与した根源であり、正体は地球が危機に瀕する度に生み出してきた奇跡を生み出す星の防衛装置。現在までに12人が適性者として選出され、地球の危機を救ってきた。
幼少時の彼らに何らかの形で組み込まれた。発動するには適性が必要らしく、複数人いる被験者に対して誰がどのような能力を発現するか実験していた模様。
あるべき事象を改変する「因果改変率」と改変された事象からあるべき世界を戻す「因果固定率」のマテリアが存在している。
新世界/旧世界
ある時、地球に巨大な隕石が直撃コースで接近していることが判明。軍事機密級の世界最大の核兵器ですら破壊できず、世界は破滅することが確定となってしまった。その未来を回避するため、奇跡を生み出す神の石「フェイタルマテリア」を使うという禁忌の手段に手を出すことを決める。
その方法は、フェイタルマテリアの力で地球周辺の世界そのものを別世界に複製し、地球を存続させるというもの（移住させるのではなく、住民ごとコピーする）。作中では破滅する地球を旧世界、存続する地球を新世界と呼ぶ。
計画はある程度順調に進むも、どうやっても新世界の創造が失敗することが判明する。その理由は、因果固定率のマテリアが新世界側にあると、「あるべき姿に戻す」力によって隕石で滅亡する運命へと回帰してしまうため。結果、因果改変率のマテリア適性者6人だけが新世界側に送られることとなった。それから10年経ってジ・エンドの計画が実行された。
しかし、誰が因果改変率のマテリアであるか不明であったため、運命を改変する特性を持つショウによって選出してもらうこととなった（本当に因果改変率であったか因果改変率に改変されたか不明）。ショウが全てのループにおいて裏切り者でない理由は選出する側の人間であるため。つまり、本作の「裏切り者」とは旧世界に取り残された者たちであり、ショウに裏切られた者ともいえる。彼らは新世界で住まう権利を獲得するべく、ジ・エンドの計画に乗った。ショウたちがピラーに突入する際、記憶を混濁させ、突入時の人数を不明瞭にして6人の裏切り者を紛れさせた。
ピラー
世界に突如出現した塔。内部には化け物が徘徊している。
正体はフェイタルマテリアの対となる「コアマテリア」と呼ばれる存在を利用した建造物。旧世界における正式名称は「TOF（何の略称かは作中で明示されない）」。
コアマテリアは地球が辿ったありとあらゆる可能性を記録しており、転じて運命を改変する度に「改変されたことでなかったことにされた未来」を蓄積している。
結果、ピラーの内側では様々な可能性が渦巻く異空間と化しており、意思によって形を持つようになっている。ピラー内に徘徊する怪物たちの正体は、そうやって「なかったことにされた可能性の怨霊」であり、星によって生かされた人間たちに嫉妬と憎悪を滾らせている。
ピラーにあるイレイズを行う装置は、元々は旧世界から新世界に転送するために使われた装置をジ・エンドが改造したもの。現在では、10年前ショウが選別する直前に戻されるようになっている。言い換えると、本作の周回ループは10年前のショウが違う選択をした、全く異なる可能性軸での出来事ということになる。
なおDLCにおいてコアマテリアを介して聞いた地球の意思曰く、もはや世界の破滅はフェイタルマテリアの生み出す奇跡程度ではどうしようもないとし、行く末を人間に託すスタンスである。

## 主題歌
「lost dimension」
作詞・作曲・編曲：八木沼悟志 / 歌：fripSide